# Horace Brigham Claflin

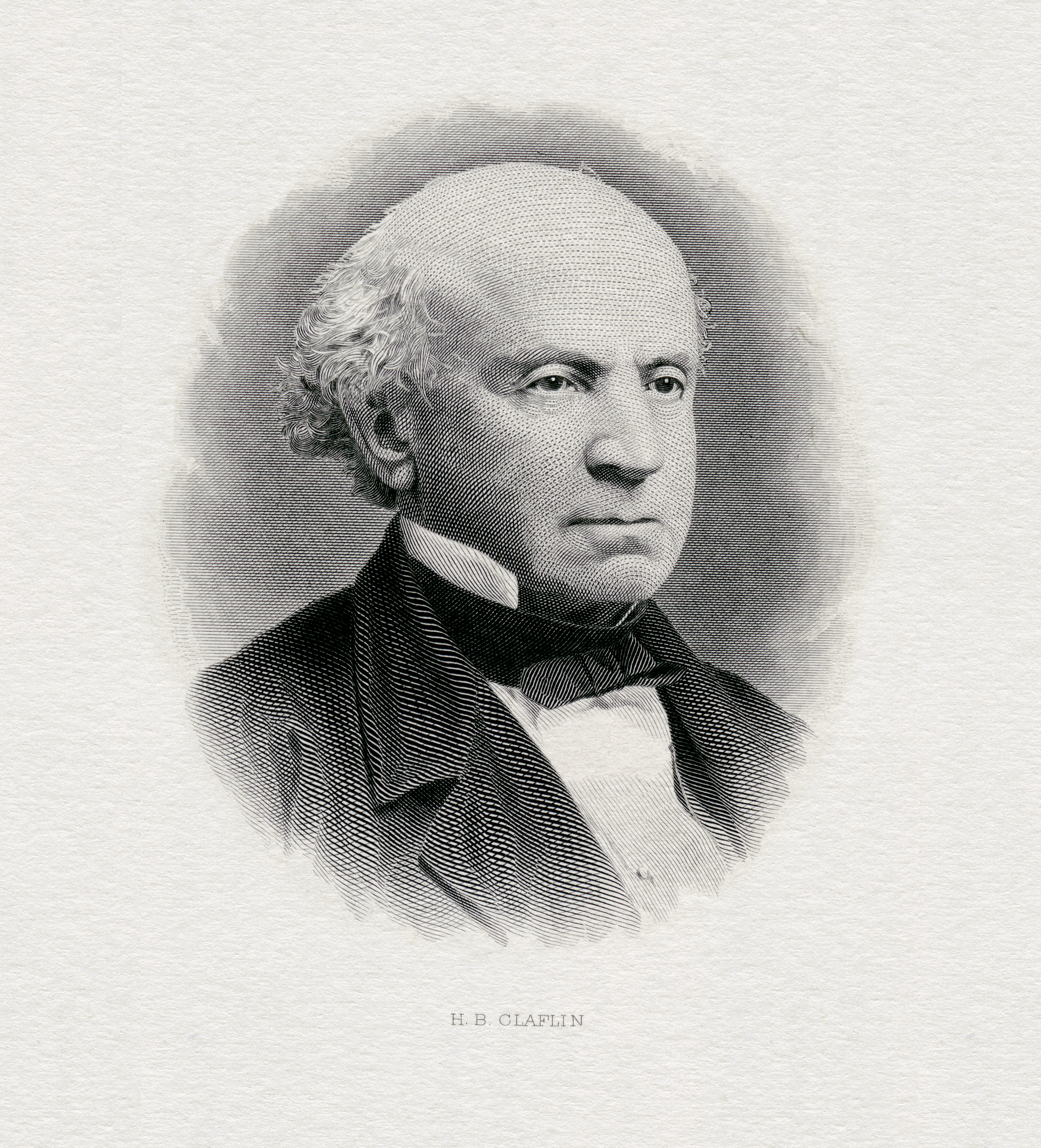
Horace Brigham Clafin.

Horace Brigham Claflin (18 de diciembre de 1811-14 de noviembre de 1885), comerciante estadounidense, nació en Milford, Massachusetts. 
Claflin fue educado en la Academia Milford. Fue encargado en la tienda de su padre en Milfor, y en 1831, junto a su hermano Aaron y su cuñado Samuel Daniels, sucedió a su padre en el negocio. En 1832 la firma abrió una sucursal en Worcester, Massachusetts.
En 1843 Claflin se trasladó a Nueva York, y se volvió miembro de la firma Bulkley & Claflin.
Murió en Fordham, New York, el 14 de noviembre de 1885.